# 榊英訓
榊 英訓（さかき ひでのり、1981年8月23日 - ）は、日本の男性俳優、声優。スーパー・エキセントリック・シアター所属。千葉県出身。

## 人物
- 特技はダンス、歌[1]、野球。
- 趣味はビデオ鑑賞[1]。

## 出演

### テレビドラマ
- ホーリーランド（2005年、テレビ東京）
- まるまるちびまる子ちゃん（2007年、フジテレビ）第20話 - スタッフ 役
- 白と黒（2008年、フジテレビ）
- Room Of King（2008年、東海テレビ）
- ホームレス中学生（2009年、フジテレビ）
- チャンス (2010年のテレビドラマ)（2010年、NHK）
- 大切なことはすべて君が教えてくれた（2011年、フジテレビ）
- ショートピース (2011年のテレビドラマ)（2011年、フジテレビ）
- 鍵のかかった部屋（2012年、フジテレビ）7話
- PRICELESS〜あるわけねぇだろ、んなもん!〜（2012年、フジテレビ）4話
- ドラマ・池上線（2015年、ケーブルテレビ品川）

### 舞台
- ミュージカル「恋の骨折り損」(2006年)
- 「熱海五郎一座　静かなるドンちゃん騒ぎ」(2006年7月6日 - 16日、サンシャイン劇場)
- 研修医魂（2007年1月16日 - 21日、ル テアトル銀座） - サラリーマン 役
- ミュージカル「阿国」(2007年3月3日 - 4月15日、新橋演舞場) - 一九 役 他
- 明治座初春公演「あらん はらん しらん」(2009年1月2日 -　27日、明治座)
- 伊東四朗×熱海五郎一座合同公演 喜劇「日本映画頂上決戦～銀幕の掟をぶっとばせ！～」（2009年5月5月、青山劇場）
- 「いい加減にしてみました3」(2010年3月、本多劇場)
- 熱海五郎一座「男と女と浮わついた遺伝子」(2010年6月18日 - 7月4日、サンシャイン劇場)
- 明治座初春公演「いかん どっかん あっけらかん」（2011年1月2日 - 28日、明治座）
- 伊東四朗一座×熱海五郎一座 三宅裕司生誕60周年記念「こんにちは赤ちゃん」（2011年5月27日 - 6月12日、赤坂ACTシアター）
- ジェネレーションギャップVol.4「じいちゃんのドロップキック」（2011年7月21日 - 24日、全労済ホール スペース・ゼロ)
- 熱海五郎一座「落語日本花吹雪」（2012年6月15日 - 7月1日、サンシャイン劇場）
- 秋元康　原案・プロデュース横山剣　大座長公演（2013年5月6日 - 9日、浅草公会堂ホール）
- 熱海五郎一座結成10周年記念公演「天使はなぜ村に行ったのか」（2013年6月21日 - 14日、サンシャイン劇場 他）
- 熱海五郎一座 新橋演舞場進出記念公演「天然女房のスパイ大作戦」（2014年6月5日 - 6月29日、新橋演舞場）
- 「ドン・ドラキュラ」（2015年4月9日 - 14日、AiiA 2.5 Theater Tokyo）
- 熱海五郎一座「プリティーウーマンの勝手にボディガード」（2015年6月2日 - 26日、新橋演舞場）
- 「ディストピア西遊記」（2015年7月30日 - 8月2日、東京芸術劇場シアターウエスト）
- 熱海五郎一座「ヒミツの中居と曲者たち」（2016年6月3日 - 27日、新橋演舞場）
- 舞台「マジすか学園～Lost In The SuperMarket～」（2016年7月25日 - 8月5日、赤坂ACTシアター）
- 舞台「カードファイト!! ヴァンガード」～バーチャル・ステージ～ リンクジョーカー編（2017年4月1日 - 9日、AiiA 2.5 Theater Tokyo）

### テレビアニメ
- アイシールド21（小結大吉）
- メタルファイト ベイブレード（熊手熊次）

### ゲーム
- メタルファイト ベイブレード 爆神スサノオ襲来!（熊手熊次）

### ラジオ
- 青春アドベンチャー「冷凍人間の復活2050」（2007年、NHK-FM放送） - 丸木晃一 役
- FMシアター「あいあるあした」（2014年、NHK-FM放送）

### 映画
- 『メゾン・ド・ヒミコ』（2005年）

### CF
- 「フューチャールネッサンス」（2005年・2006年）